# Fuerzas Armadas de Serbia
Las Fuerzas Armadas de Serbia (en serbio: Војска Србије o Vojska Srbije) es la fuerza militar oficial que defiende la República de Serbia y lleva a cabo otras misiones en relación con la Constitución y las leyes de este país. 
Las tareas básicas de las Fuerzas Armadas serbias incluyen: 
- La defensa de Serbia de las amenazas armadas extranjeras.
- Participar en el proceso de construcción y el mantenimiento de paz en la región y en todo el mundo.
- Prestar apoyo en caso de desastres naturales y otras catástrofes.

Están organizadas en tres armas: Ejército de Tierra, Fuerzas Aéreas y Comandos de Formación.

## Historia

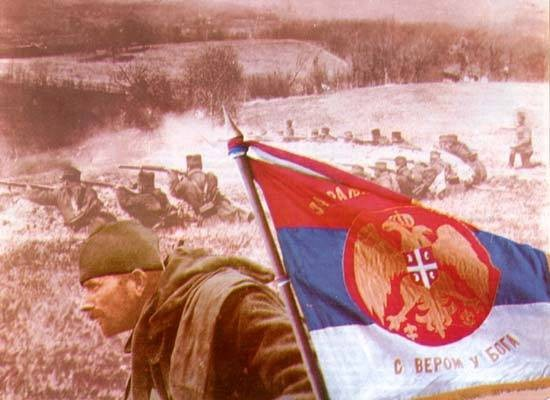
Un soldado con la bandera del Reino de Serbia, en 1912, durante las Guerras de los Balcanes.

La primera aparición de un gran Ejército serbio puede fijarse en la legendaria batalla de Kosovo acontecida contra el Imperio Otomano en 1389, que a pesar de significar una derrota, supuso un antes y un después para el pueblo serbio. Durante el siglo XVIII los serbios lucharon contra el Imperio Otomano junto al Imperio Austríaco a ambos lados de la frontera turca, cuando Serbia comenzaba a buscar su soberanía. La idea de que Serbia sólo podría independizarse luchando transformó los ideales del pueblo serbio. Esta transformación se produjo en 1806, después de grandes victorias serbias sobre el Ejército otomano en Ivankovac, Misar y Deligrad, así como el asedio de Belgrado.
A principios del siglo XX, integrado en la Liga de los Balcanes, el Ejército serbio logró la expulsión de los turcos otomanos durante las Guerras de los Balcanes. Con el nacimiento del Reino de los Serbios, Croatas y Eslovenos tras la Primera Guerra Mundial, el Ejército serbio quedó integrado en la fuerza militar del nuevo país.
Tras la desmembración de la República Federal Socialista de Yugoslavia y, como punto culminante, la Guerra de Bosnia, el antiguo Ejército Popular Yugoslavo (JNA) también se extinguió, quedando Serbia como heredera de gran parte de su arsenal armamentístico, al estar su sede principal en Belgrado. El nacimiento como tales de las Fuerzas Armadas de Serbia contemporáneas data de la división de Serbia y Montenegro en dos Estados independientes, el 3 de junio de 2006. Desde el 14 de diciembre de ese año, Serbia es miembro de la Asociación para la Paz de la OTAN.

## Estructura
El Ejército serbio está organizado en 3 niveles: estratégico, operativo y  táctico. 
Está básicamente constituido por armas, ramas y servicios. Las armas integran las ramas y los servicios, que tienen relativamente limitada autonomía en la guerra por tierra, mar y aire. 
Las ramas que constituyen el ejército son: infantería, unidades blindadas, artillería, ingeniería, artillería antiaérea, reconocimiento electrónico, la aviación y la Marina (pese a que Serbia no tiene litoral marítimo, sí realiza actividad naval en los ríos).
Los servicios del Ejército pueden ser de carácter general y de logística. 
- Los servicios generales son: de inteligencia, seguridad, enlace, informática, de armas nucleares, biológicas y químicas, reconocimiento aéreo y  presentación de informes, geodésicos, hidro-meteorológicos y de navegación y servicio jurídico.

- Los servicios logísticos son los siguientes: técnico, suministros, médico, transporte, construcción y servicios financieros.

Las Fuerzas Armadas de Serbia se organizan en:
- Ejército de Tierra

- Fuerzas Aéreas

- Comandos de Formación

Como Serbia era la entidad militarmente dominante de Serbia y Montenegro, quedó en su poder la mayor parte del Ejército y fuerza aérea después de que Montenegro declarase su independencia en 2006. Sin embargo, como Serbia es un país sin litoral, la República de Montenegro heredó la Armada (aunque posteriormente vendió la mayor parte de sus equipos navales a otros países), mientras que Serbia se quedó con una flotilla, que protege sus ríos y canales. Esta flotilla está compuesta por 4 cazaminas, 2 botes de asalto y el buque auxiliar Kozara.

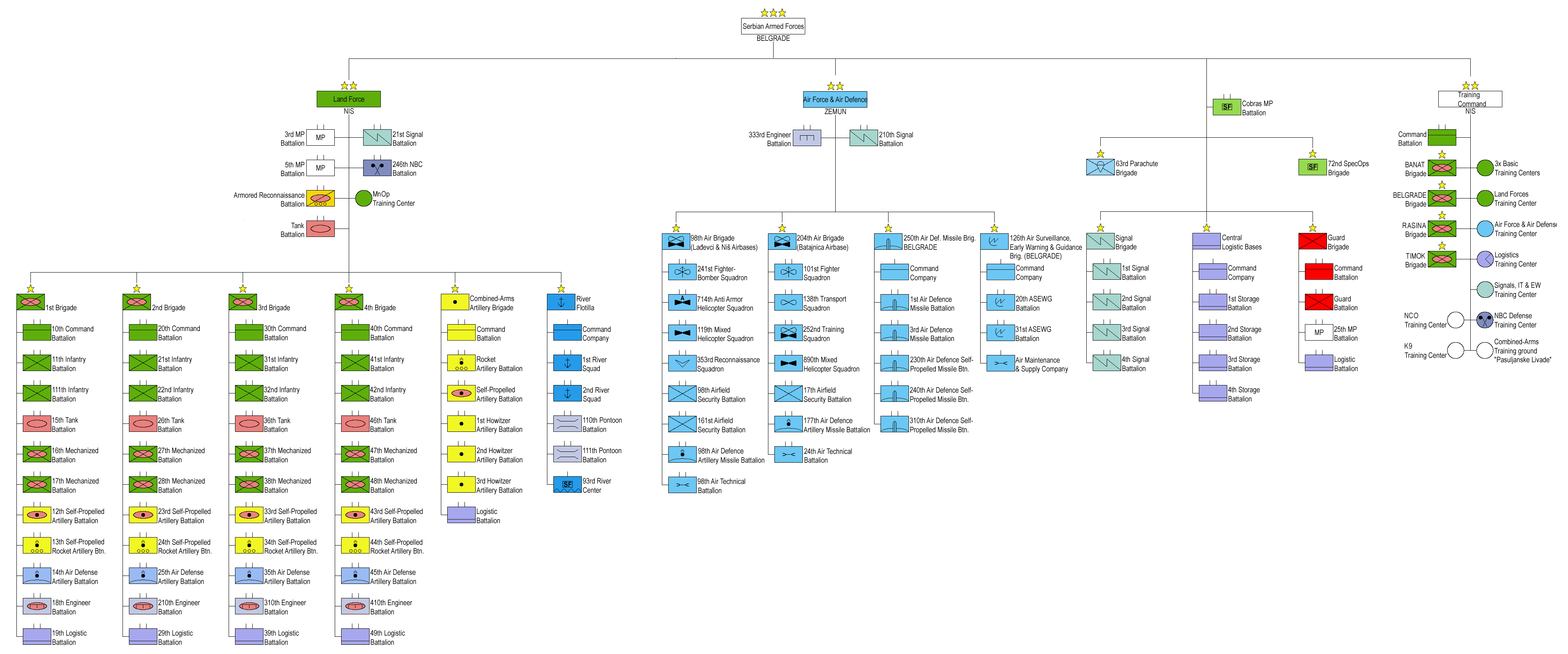
Organigrama de las Fuerzas Armadas serbias.

### Ejército de Tierra

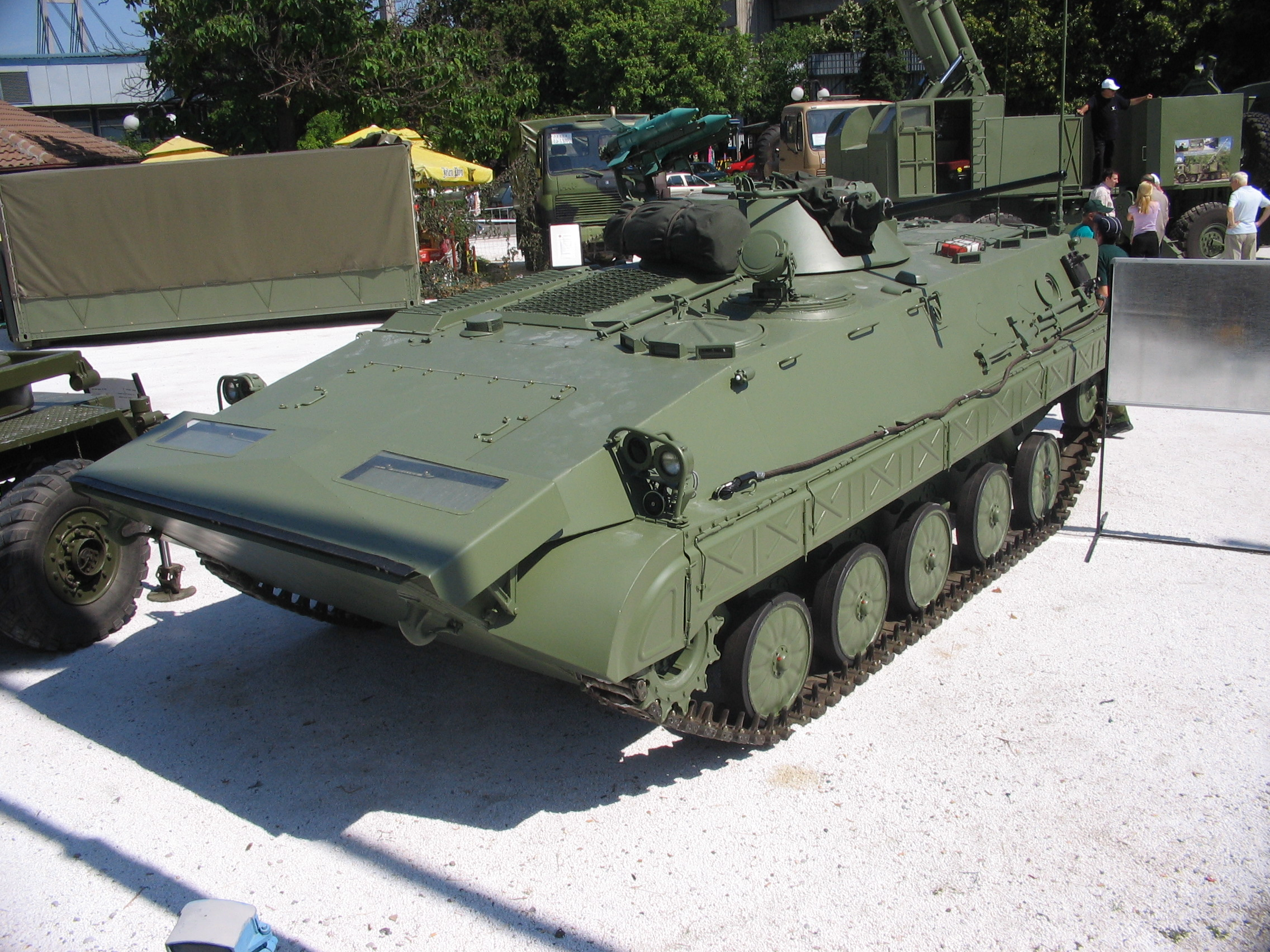
Un blindado M-80 A del Ejército de Tierra de Serbia, durante una exhibición.

El Ejército de Tierra de Serbia es la mayor y más antigua rama de sus Fuerzas Armadas. Su organización, estructura, armamento y equipos se adaptan a las actividades realizadas fundamentalmente en el terreno en sus misiones y tareas asignadas. Su organización se basa en el sistema Brigada/Batallón. Las fuerzas terrestres están compuestas por cuatro brigadas de tierra, una brigada combinada de armas de artillería y una brigada especial que está bajo el mando del general jefe de personal del ejército serbio. También hay dos batallones de policía militar, un batallón NBQ, un batallón de referencia y la flotilla de ríos. Las brigadas de las fuerzas de tierra son las principales unidades de las fuerzas terrestres y su deber es defender las regiones del país. La organización de estas brigadas es muy similar, cada uno de ellas está compuesta por un batallón de comandos, dos batallones de infantería, un batallón de carros de combate M-84 (una variante yugoslava del T-72 soviético), dos batallones mecanizados, un batallón de artillería autopropulsada, dotado de cañones M-87 100 mm, M-63 MRL Plamen, M-77 MRL Oganj, M-87 MRL Orkan y M-94 MRL Plamen-S; uno de artillería de cohetes de propulsión, un batallón de defensa antiaérea, que incluye piezas BOV-3, BOV-30 y M53 Praga; uno de ingenieros y un batallón logístico.

### Fuerza Aérea y Defensa Aérea
Las Fuerzas Aéreas de Serbia constituyen el cuerpo más joven y más avanzado de su Ejército. Abarca las ramas y servicios cuya organización, estructura, armamento y equipo están diseñados para llevar a cabo actividades de combate sobre objetivos aéreos y sobre el terreno. Su personal se compone de cerca de 3000 soldados y 170 aviones en 2 bases principales, la 204.ª Base Aérea de Batajnica y la 98.ª Base Aérea de Lađevci-Niš. Aunque algo anticuada, la Fuerza Aérea se encuentra en período de modernización iniciado para su actualización. Esta fuerza se organiza en el sistema de bases aéreas/escuadrones, y consta de las dos bases aéreas, 7 unidades de tierra y 7 escuadrones: un escuadrón de combate, compuesto por cazas de fabricación soviética MiG-29, un escuadrón de cazas de fabricación serbia J-22 Orao, un escuadrón de aeronaves de entrenamiento Utva 75 y Super Galeb, un escuadrón de helicópteros antitanque Gazelle, un escuadrón de helicópteros Mi-8 y Gazelle y un escuadrón de aviones de carga An-26 y helicópteros de transporte Mi-8. La defensa aérea está organizada, como las fuerzas de tierra en brigadas y batallones, y consiste en una brigada de defensa aérea. Los principales sistemas de defensa aérea son los misiles SA-6 y S-125, que serán modernizado en los próximos años. También hay un batallón de señales, un batallón de ingeniería y un centro de reconocimiento aéreo.

### Comandos de Formación
Los Comandos de Formación del Ejército de Serbia se constituyeron el 23 de abril de 2007, mediante la fusión de unidades del Ejército de Tierra y de las Fuerzas Aéreas, donde fueron reagrupados 7 centros territoriales de formación básica y 5 centros de formación especializada. Además de los centros de formación, la formación de comandos también comprende campos de entrenamiento y tiro. Su misión es la formación de unidades de combate y de personal militar.
Son los cuerpos de élite del poder militar de Serbia.

## Modernización

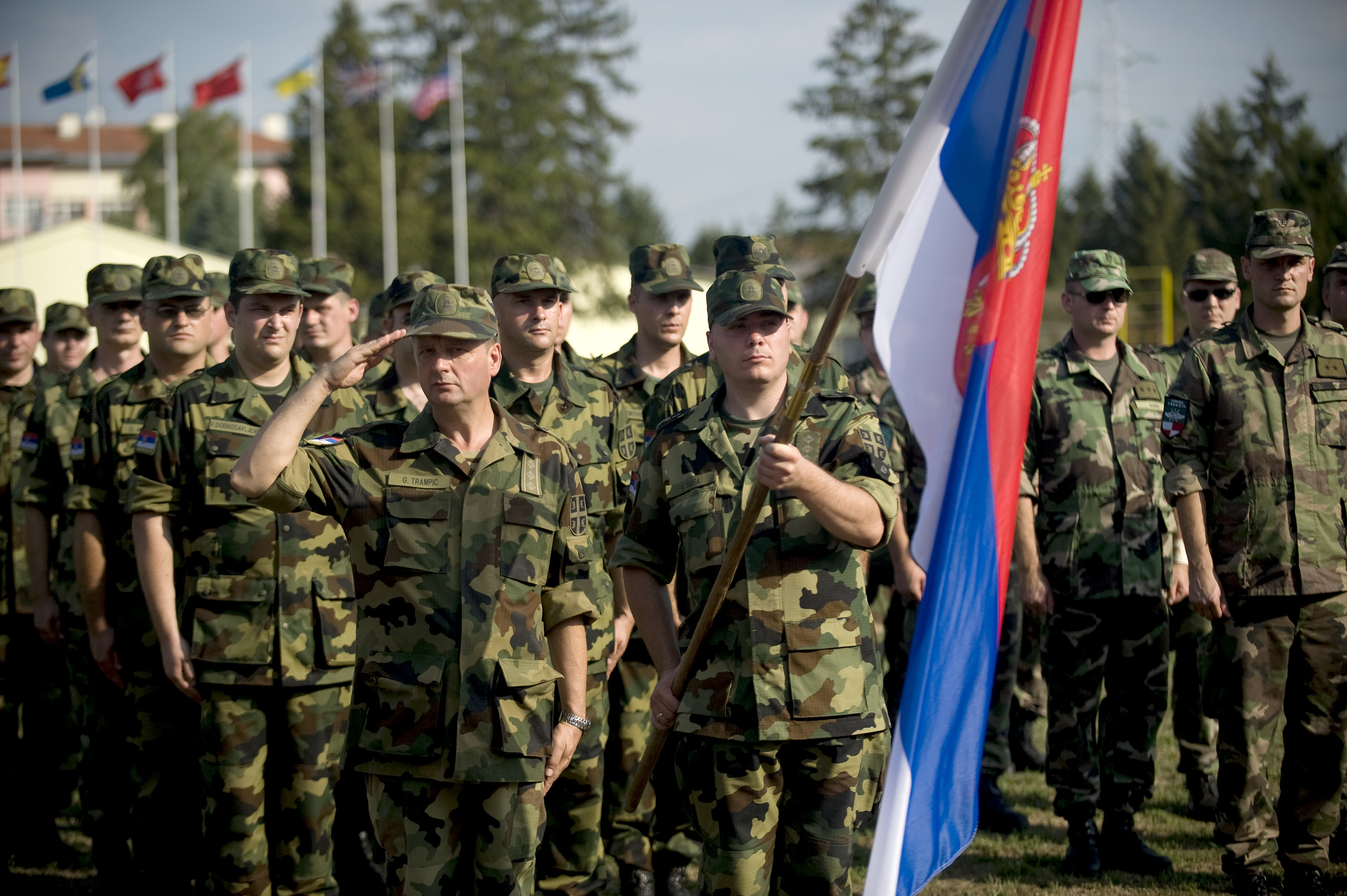
Regimiento de tropas serbias en Banja Luka (Bosnia-Herzegovina, 2009)

A finales de 2003 las Fuerzas Armadas serbias comenzaron una ambiciosa tarea de modernización en masa y la reorganización de toda su estructura. El primer paso de la modernización fue la reorganización de todas las unidades y estructuras de mando para reducir el tamaño del Ejército y convertirlo en más maniobrable y profesional para responder a situaciones peligrosas. Esta parte del plan de reorganización se completó en menos de 13 meses. La retirada de los viejos y obsoletos equipos y la adquisición de reemplazos se encuentra actualmente en proceso. Asimismo se plantea la transformación en una fuerza completamente profesional y abolir la conscripción (muy impopular entre los jóvenes serbios) para el año 2010, cooperando a nivel internacional (OTAN) y participando en operaciones de mantenimiento de paz de la ONU.
Los tanques T-55 y vehículos logísticos obsoletos se encuentran actualmente en proceso de ser retirados y sustituidos, y los T-72 serán utilizados para la formación. También está prevista la modernización de los tanques M-84 a la versión M-2001. Los IFV BVP M-80 serán modernizados para prestar servicio durante otros 10 años.  
El Ministerio de Defensa serbio espera un aumento de su presupuesto en los próximos años destinado a la modernización de la fuerza aérea. Está en curso la adquisición de 30 o más nuevos aviones de combate para reemplazar la envejecida flota de MiG-21 y J-22, aunque se mantendrán los MiG-29. Se trabaja también en el diseño de su propio misil guiado, el ALAS. También está prevista la adquisición de nuevos helicópteros y aviones de transporte. La Fuerza Aérea modernizará los G-4 Super Galeb y sustituirá los Utva 75 por los nuevos aviones de formación Lasta 95.

## Uniformes
El Ejército serbio utiliza diversos patrones de camuflaje. En 2001 se introdujo el M-02, con la actualización "Hrastov List" y el nuevo patrón Karst, pero solo en algunas unidades especiales. El M-03 y el uniforme de camuflaje MDU fueron introducidos en 2006, después de un año de extensas pruebas.  
El nuevo patrón de camuflaje MDU está compuesto por una gama de cinco colores: negro, marrón chocolate, gris y tres tonalidades de verde. Las franjas han sido alargadas horizontalmente, presumiblemente para satisfacer requisitos de la OTAN. Aun así el patrón más común utilizado es el M-93, oficialmente "Hrastov List", comúnmente llamado "Jigsaw" o "Puzzle". Este patrón de cinco colores fue producido con gran cantidad de variaciones, pero principalmente en dos tonos: uno marrón (otoño, invierno sin nieve), y otro en verde (primavera, verano). 
El Ejército serbio también utiliza el patrón Woodland de la OTAN, uniformes negros para las unidades de fuerzas especiales, camuflaje blanco para la nieve y otras variaciones. 
Por el momento, el uniforme M-MDU03 es principalmente utilizado por oficiales, soldados profesionales, fuerzas especiales y las unidades del Ejército regular destinadas en la frontera administrativa con Kosovo. En los próximos años el Ejército serbio llevará a cabo la unificación de la uniformidad, así como la elaboración de un único modelo estándar.

Símbolo del ejército utilizado en los uniformes de vestir.
Símbolo del ejército utilizado en los uniformes de camuflaje.

## Participación internacional

### Aliados internacionales
Serbia ha firmado un acuerdo militar con sus socios internacionales, la OTAN y los Estados miembros de la Organización de Cooperación de Shanghái. También ha firmado acuerdos para la colaboración en el socorro a víctimas de desastres naturales, mantenimiento de la paz, estabilidad regional, y otras actuaciones militares.

### Iniciativas regionales
|  | Asociación                                                                  | Propósito |
|  | --------------------------------------------------------------------------- | --- |
|  | Pacto de Estabilidad para el Sudeste de Europa                              | Destinado a fortalecer la paz, la democracia, los derechos humanos y la economía en los países del sudeste de Europa                              |
|  | Asociación para la paz                                                      | Destinado a la cooperación entre la OTAN y otros estados de Europa y la antigua Unión Soviética                                                   |
|  | Cooperación Ministerial de Defensa del Sudeste de Europa                    | Destinado a promover el diálogo sobre la seguridad regional en el ámbito de la defensa.                                                           |
|  | Programa de intercambio del Sudeste de Europa                               | Destinado a acelerar el proceso de adhesión a la OTAN de los países de la zona                                                                    |
|  | Participación de las Fuerzas Armadas de Serbia en misiones de paz de la ONU | Destinado a proporcionar servicios médicos a ciudadanos que necesitan de un tratamiento médico importante en zonas conflictivas de todo el mundo. |
|  | Tratado antiminas de Ottawa                                                 | Dirigido a prohibir el uso, almacenamiento, producción y comercio de minas antipersona                                                            |

### Operaciones de mantenimiento de la paz
Actualmente las operaciones de mantenimiento de paz en las que están integradas unidades de las Fuerzas Armadas de Serbia se encuentran en regiones de África. El Gobierno serbio ha expresado su deseo de continuar su participación activa en estas funciones de mantenimiento de paz y seguir ampliándolo. 
Misiones de mantenimiento de paz con participación serbia
- Chad: (UNMCARC) - 21 soldados y miembros del Ministerio de Defensa.
- Chipre: (UNFICYP) - 1 oficial, 2 observadores, 6 oficiales ajenos al Comisionado y 37 soldados de infantería.
- Líbano: (UNIFIL) - 8 oficiales, 5 trabajadores originario de Serbia y 164 soldados de infantería.
- Liberia: (UNMIL) - 6 oficiales como observadores militares.
- Costa de Marfil: (UNOCI) - 3 oficiales como observadores militares;
- República Centroafricana: (MINUSCA): 2 oficiales, 2 observadores y 68 médicos de infantería.
- República Democrática del Congo: (MONUC) - 2 médicos y 4 oficiales técnicos especialistas en medicina.
- Somalia: (EUTM Somalia) - Oficiales médicos incluyendo a un director, un doctor y 3 técnicos médicos.